# Charles Bergonzi
Charles Ernest Dominique Bergonzi (ur. 24 lipca 1910 w Monako, zm. 23 stycznia 1986 tamże) – monakijski strzelec, olimpijczyk.
Brał udział w igrzyskach w 1952 (Helsinki). Wystąpił tam w jednej konkurencji, w której zajął ostatnie, 53. miejsce.

## Wyniki olimpijskie
| Igrzyska | Konkurencja                   | Wynik                 | Miejsce    | Źródło |
| -------- | ----------------------------- | --------------------- | ---------- | ------ |
| IO 1952  | Pistolet szybkostrzelny, 25 m | 370 punktów (181-189) | 53 (na 53) | [ 2 ]  |